# Pandémie de Covid-19 à Djibouti
La pandémie de Covid-19 à Djibouti démarre officiellement le 18 mars 2020. À la date du 14 janvier 2024, le bilan est de 189 morts.

## Contexte
Djibouti accueille plusieurs bases militaires des grandes puissances mondiales (la Chine, les États-Unis, la France). Le premier cas confirmé à Djibouti est un membre de l'armée espagnole.

## Confinement
Le premier confinement est promulgué le 18 mars, date du premier cas, pour le 27 mars jusqu'au 11 mai 2020, date d'un déconfinement progressif. En date du 18 mars 2020, Djibouti a suspendu avant même le confinement les vols internationaux et la fermeture des écoles.

## Chronologie
La chronologie est basée sur les chiffres de l'université Johns-Hopkins.
Le 25 mars 2020, le cap des 10 cas est dépassé. Le nombre de cas de Covid-19 confirmés est de 11.
Le 8 avril 2020, le cap des 100 cas est dépassé. Le nombre de cas de Covid-19 confirmés est de 135.
Le 10 avril, une personne atteinte du Covid-19 meurt.
Le 25 avril 2020, le cap des 1 000 cas est dépassé. Le nombre de cas de Covid-19 confirmés est de 1 008.
Le 21 mai, le cap des 10 morts est atteint.
Le 24 juin, le cap des 50 morts est atteint.
Le 17 juillet 2020, le cap des 5 000 cas est dépassé. Le nombre de cas de Covid-19 confirmés est de 5 003.
Le 12 avril 2021, le cap des 100 morts est atteint. Le lendemain le cap des 10 000 cas est dépassé. Le nombre de cas confirmés est de 10 077.

## Statistiques

Nombre de cas à Djibouti depuis le début de l'épidémie.

Nombre de morts à Djibouti depuis le début de l'épidémie.